# 준 (프로게이머)
준(본명: 윤세준, 2000년 8월 2일 ~ )은 대한민국의 리그 오브 레전드 프로게이머로 포지션은 서포터이다. 아이디는 Jun이다.

## 선수 생활
2021시즌을 앞두고 DRX의 2군팀으로 콜업되면서 프로 커리어를 시작했다. 2021 서머 2라운드를 앞두고 1군팀으로 콜업되었다. 이후 DRX의 주전 서포터로 활동했다.
2022시즌을 앞두고 팀에 베릴이 영입되었다. 이에 2022시즌 동안에는 2군리그인 CL에 출전했다.
2023시즌을 앞두고 광동 프릭스에 입단했다. 이후 팀에서 퇴단했다.

## 소속팀
| # | 팀명        | 소속 기간               | 소속 리그 | 비고 |
| - | ----------- | ----------------------- | --------- | ---- |
| 1 | DRX         | 2021.01.07 ~ 2022.12.01 | LCK       |      |
| 2 | 광동 프릭스 | 2022.12.01 ~ 2023.11.10 | LCK       |      |

## 수상 내역
- LCK 아카데미 시리즈 2020 11월 대회 준우승
- LCK 아카데미 시리즈 2020 챔피언십 우승